# Roberto Heras
Pour les articles homonymes, voir Heras.
Heras  Hernández est un nom espagnol. Le premier nom de famille, en général paternel, est Heras ; le second, en général maternel, souvent omis, est Hernández.
Roberto Heras Hernández est un coureur cycliste espagnol, né le 1er février 1974 à Béjar (Espagne, province de Salamanque). Professionnel de 1995 à 2005, il a notamment remporté quatre Tours d'Espagne, en 2000, 2003, 2004 et 2005. Il s'est vu retirer cette quatrième victoire en raison d'un contrôle antidopage positif mais celle-ci lui fut finalement réattribuée en décembre 2012 par un tribunal espagnol.

## Biographie

### Les débuts
Robert Heras devient professionnel en septembre 1995 avec l'équipe Kelme. Il se révèle rapidement en remportant dès 1997 une étape de montagne du Tour d'Espagne devant José María Jiménez, Pascal Richard, Pavel Tonkov, Alex Zülle et Fernando Escartín. Il récidive l'année suivante (1998). Toujours très bien placé en montagne, il devient peu à peu l'un des meilleurs grimpeurs de cette fin du XXe siècle. Il remporte une étape sur le Tour d'Italie et termine 5e au classement général.

### L'année 2000
L'année 2000 est probablement la plus belle de sa carrière. Vainqueur en début de saison d'une étape de la Bicyclette basque, il participe au Tour de France qu'il termine 5e. Attaquant dans le col de Joux Plane lors de la dernière étape de montagne, il manque de peu une victoire à Morzine mais chute dans le dernier kilomètre contre une barrière, laissant ainsi l'étape à Richard Virenque. Mais il est surtout le vainqueur incontestable du Tour d'Espagne. Lauréat de la septième étape, il prend la tête de l'épreuve à l'issue de la quatorzième étape se terminant aux lacs de Covadonga. Deux jours plus tard, il effectue la montée de l'Alto de l'Angliru en 41 minutes 55 secondes, établissant ainsi le record de cette ascension marquante de la Vuelta. Heras remporte également la vingtième étape.

### Le «lieutenant d'Armstrong»
Reconnu donc comme un très bon grimpeur, il signe à l'US Postal en 2001 en tant qu'équipier de luxe pour aider Lance Armstrong dans les étapes de montagne du Tour de France et courir le Tour d'Espagne. Lors du Tour de France 2001, bien que finissant quinzième au classement général, il ne peut offrir qu'un concours modéré au troisième succès d'Armstrong. Affaibli par des chutes de première semaine (notamment lors du contre-la-montre par équipes), il ne pèse pas autant qu'espéré. Il termine son année 2001 au pied du podium du Tour d'Espagne, derrière son coéquipier d'alors Levi Leipheimer.
Son année 2002, basée sur un programme similaire à 2001, est plus fructueuse. Au Tour de France, il est aux côtés de Lance Armstrong, pour qui il écrème tous ses adversaires dans les ascensions finales (notamment La Mongie et le Plateau de Beille). Il termine neuvième du classement général. Au Tour d'Espagne, il échoue sur la deuxième marche derrière Aitor González qui le dépossède du maillot or lors du contre la montre du dernier jour à Madrid, malgré ses victoires en haut de la Sierra de la Pandera et lors de l'ascension de l'Angliru.
Il revient en 2003 pour vaincre la concurrence sur la Vuelta, et ajouter ainsi un deuxième sacre après celui de 2000.

### La troisièmeVuelta
En 2004 il quitte l'US Postal pour devenir leader de l'équipe espagnole Liberty Seguros et ainsi pouvoir jouer sa carte personnelle sur le Tour de France. Mais lors de la 13e étape du Tour de France 2004, il chute dans la descente du col de Portet d'Aspet et termine au Plateau de Beille avec plus de 21 minutes de retard sur Lance Armstrong, vainqueur de l'étape, perdant ainsi toute chance de bien figurer au classement. Il abandonne quelques jours plus tard.
Cependant, il remporte un peu plus tard sa troisième Vuelta avec une autre victoire de prestige au sommet de l'observatoire astronomique de Calar Alto.

### Le contrôle positif
Il fut mis à l'écart de Liberty Seguros « de manière préventive » pour un contrôle antidopage positif lors de la 20e étape du Tour d'Espagne 2005, qu'il a remporté. Ce contrôle a été confirmé par une contre-expertise positive. Le 8 février 2006, il a été exclu pour une durée de deux ans, avec interdiction de s'inscrire au Pro Tour pour deux années supplémentaires. Il perd également le bénéfice de sa victoire lors du Tour d'Espagne 2005.

### Son retrait
Ne trouvant plus d'équipe susceptible de l'accueillir, il annonce le 29 décembre 2007 sa décision de se retirer du cyclisme professionnel.
En 2011, la Cour supérieure de Castille-et-León annule la sanction prononcée par la Fédération royale espagnole de cyclisme (RFEC) en 2006. La décision de la cour est motivée par des irrégularités dans les enregistrements et les analyses des échantillons du coureur. La RFEC a fait appel. Le 21 décembre 2012, Roberto Heras est déclaré à nouveau vainqueur de la Vuelta 2005 après le rejet par la cour suprême espagnole d'un appel de la Fédération royale espagnole de cyclisme quant au jugement rendu par un tribunal castillan-léonais en juin dernier. Ce jugement faisait suite à la mise en lumière d'irrégularités lors de l'examen des échantillons dans le cadre des contrôles antidopage organisés pendant la course ibérique. En janvier 2016, l'État espagnol est condamné à lui verser 724 000 euros au titre d'une perte de revenus liée à sa suspension. Cette condamnation est susceptible d'appel.
Le 29 janvier 2013, le docteur Fuentes, au cours de son procès, annonce avoir travaillé avec Roberto Heras.

## Vie privée
Il est le frère du traileur Miguel Heras.

## Palmarès

### Palmarès amateur
- 1992
  - 2ea étape de la Vuelta al Besaya (contre-la-montre)
  - 2e de la Vuelta al Besaya
- 1994
  - Mémorial Etxaniz
- 1995
  - Bizkaiko Bira (es)
  - 3e étape du Tour de Navarre[8]
  - 3e du Baby Tour d'Espagne

### Palmarès professionnel
- 1997
  - 12e étape du Tour d'Espagne
  - Subida al Naranco
  - 3e de la Clásica a los Puertos de Guadarrama
  - 5e du Tour d'Espagne
- 1998
  - Klasika Primavera
  - 19e étape du Tour d'Espagne
  - 2e de la Subida al Naranco
  - 3e de la Clásica a los Puertos de Guadarrama
  - 6e du Tour d'Espagne
  - 10e de Paris-Nice
- 1999
  - Klasika Primavera
  - 21e étape du Tour d'Italie
  - 6e étape du Tour de Catalogne
  - 2e du Tour de Catalogne
  - 2e du championnat d'Espagne sur route
  - 2e du GP Llodio
  - 3e du Tour d'Espagne
  - 5e du Tour d'Italie
- 2000
  - 5e étape de la Bicyclette basque
  - Tour d'Espagne :
    -  Classement général
    -  Classement par points
    - 7e et 20e étapes

  - 3e de la Clásica a los Puertos de Guadarrama
  - 3e de la Klasika Primavera
  - 3e du Tour de La Rioja
  - 5e du Tour de France
- 2001
  - 2e du Tour d'Aragon
  - 4e du Tour d'Espagne
- 2002
  - Tour de Catalogne
    - Classement général
    - 1re étape (contre-la-montre par équipes)

  - Tour d'Espagne :
    -  Classement du combiné
    - 6e et 15e étapes

  - 2e du Tour d'Espagne
  - 9e du Tour de France
- 2003
  - 4e étape du Tour de France (contre-la-montre par équipes)
  - Tour d'Espagne :
    -  Classement général
    - 20e étape (contre-la-montre)

  - 2e du Tour de Catalogne
- 2004
  - Classement général de la Bicyclette basque
  - Tour d'Espagne :
    -  Classement général
    -  Classement du combiné
    - 12e étape
- 2005
  - Tour d'Espagne :
    -  Classement général
    - 6e et 15e étapes

### Résultats sur les grands tours

#### Tour de France
6 participations
- 2000 : 5e
- 2001 : 15e
- 2002 : 9e
- 2003 : 34e, vainqueur de la 4e étape (contre-la-montre par équipes)
- 2004 : non-partant (17e étape)
- 2005 : 45e

#### Tour d'Italie
1 participation
- 1999 : 5e, vainqueur de la 21e étape

#### Tour d'Espagne
9 participations
- 1997 : 5e, vainqueur de la 12e étape
- 1998 : 6e, vainqueur de la 19e étape
- 1999 : 3e
- 2000 :  Vainqueur du classement général,  vainqueur du classement par points, vainqueur des 7e et 20e étapes,  maillot or pendant 8 jours
- 2001 : 4e
- 2002 : 2e,  vainqueur du classement du combiné, vainqueur des 6e et 15e étapes,  maillot or pendant 6 jours
- 2003 :  Vainqueur du classement général, vainqueur de la 20e étape (contre-la-montre),  maillot or pendant 2 jours
- 2004 :  Vainqueur du classement général,  vainqueur du classement du combiné, vainqueur de la 12e étape,  maillot or pendant 10 jours
- 2005 :  Vainqueur du classement général, vainqueur des 6e et 15e étapes,  maillot or pendant 10 jours

### Classements mondiaux
| Année              | 1996 | 1997 | 1998 | 1999 | 2000 | 2001 | 2002 | 2003 | 2004 | 2005 |
| ------------------ | ---- | ---- | ---- | ---- | ---- | ---- | ---- | ---- | ---- | ---- |
| Classement UCI     | 694e | 82e  | 32e  | 10e  | 5e   | 71e  | 10e  | 22e  | 17e  |      |
| Classement ProTour |      |      |      |      |      |      |      |      |      | 18e  |